# Mausoleum
| | Denne artikel kan blive bedre, hvis der indsættes et (bedre) billede Hjælp os ved at uploade dit eget billede eller finde et på Internettet. \| Se nærmere om hvordan \| \| ---------------------------------------------------------------------------------------------------------------------------------------------------------------------------------------------------------------------------------------------------------------------------------------------------------------------------------------------------------------------------------------------------------------------------------------------------------------------------------------------------------------------------------------------------------------------------------------------------------------------------------------------------------------------------------------------------------------------------------------------------------------------------------------------------------------------------- \| \| Du kan hjælpe ved at uploade et eller flere af dine billeder til Wikimedia Commons iht. de tilladte licenser og indsætte det/dem i artiklen. Har du ikke selv taget et billede, kan du søge efter eksisterende filer på Wikimedia Commons eller på fx på Flickr - fx med værktøjet Free Image Search Tool. Værktøjet er på engelsk, men du skal blot klikke på linket og derefter på knappen "Do it!". Du kan ændre antallet af viste eksempler ved at rette "5" til fx "25" hvis du ikke fandt et godt billede. Du skal være opmærksom på, at fair use ikke er tilladt på den danske Wikipedia. Er du i tvivl kan du spørge en administrator om hjælp. Kan du ikke finde nogle frie billeder, kan du prøve at spørge ejeren af ikke-frie billeder, om de vil donere et billede. Du kan finde eksempler på forespørgsel her. \| |
| Se nærmere om hvordan | |
| Du kan hjælpe ved at uploade et eller flere af dine billeder til Wikimedia Commons iht. de tilladte licenser og indsætte det/dem i artiklen. Har du ikke selv taget et billede, kan du søge efter eksisterende filer på Wikimedia Commons eller på fx på Flickr - fx med værktøjet Free Image Search Tool. Værktøjet er på engelsk, men du skal blot klikke på linket og derefter på knappen "Do it!". Du kan ændre antallet af viste eksempler ved at rette "5" til fx "25" hvis du ikke fandt et godt billede. Du skal være opmærksom på, at fair use ikke er tilladt på den danske Wikipedia. Er du i tvivl kan du spørge en administrator om hjælp. Kan du ikke finde nogle frie billeder, kan du prøve at spørge ejeren af ikke-frie billeder, om de vil donere et billede. Du kan finde eksempler på forespørgsel her. | |

Et mausoleum er et gravtempel. Navnet stammer fra kong Mausolos' gravmonument i Halikarnassos, der var et af verdens syv underværker.

## Danske mausoleer
I Danmark findes der ikke mange (kilden angiver fem) private mausoleer, deriblandt John Hunovs mausoleum.

## Kendte mausoleer
- Mausoleet i Halikarnassos til ære for kong Mausolos
- Maos mausoleum i Beijing, Kina til ære for Mao Zedong
- Ho Chi Minhs mausoleum i Hanoi, Vietnam til ære for Ho Chi Minh
- Lenins mausoleum i Moskva, Rusland til ære for Lenin
- Taj Mahal nær Agra, Nordindien til ære for Shah Jehans kone Arjumand Bano Begum
- Anitkabir i Ankara til ære for Mustafa Kemal Atatürk (grundlægger af det moderne Tyrkiet).